# Prix Compton-Crook
Le prix Compton-Crook (Compton Crook Award) est un prix littéraire américain décerné chaque année par les membres de la Baltimore Science Fiction Society (en) au meilleur premier roman écrit en anglais dans le domaine de la science-fiction, de la fantasy ou de l'horreur. Sa remise a lieu lors de la Balticon, convention annuelle de science-fiction tenue à Baltimore durant le weekend du Memorial Day. Le prix, également connu sous le nom de prix Compton-Crook/Stephen-Tall, est décerné depuis 1983,.
La liste des livres éligibles est publiée dans la newsletter mensuelle afin que tous les membres aient la possibilité de lire et de voter. L'auteur lauréat est invité à Balticon pendant deux ans et reçoit 1 000 $. Compton Crook, qui a écrit sous le nom de Stephen Tall (en), a été un résident de longue date de Baltimore, professeur à l'université de Towson et un auteur de science-fiction, décédé en 1981.

## Palmarès
- 1983 : Parade nuptiale (Courtship Rite) par Donald Kingsbury
- 1984 : War For Eternity par Christopher Rowley (en)
- 1985 : Emergence par David R. Palmer (en)
- 1986 : Infinity's Web par Sheila Finch (en)
- 1987 : The Doomsday Effect par Thomas Wren (en)
- 1988 : Liege-Killer par Christopher Hinz (en)
- 1989 : Sheepfarmer's Daughter par Elizabeth Moon
- 1990 : The Shining Falcon par Josepha Sherman (en)
- 1991 : In the Country of the Blind par Michael F. Flynn
- 1992 : Reefsong par Carol Severance (en)
- 1993 : Fire in the Mist par Holly Lisle
- 1994 : The Drylands par Mary Rosenblum
- 1995 : Dun Lady's Jess par Doranna Durgin (en)
- 1996 : The Gatekeepers par Daniel Graham, Jr.
- 1997 : Celestial Matters par Richard Garfinkle (en)
- 1998 : The Merro Tree par Katie Waitman (en)
- 1999 : The High House par James Stoddard
- 2000 : Flesh and Silver par Stephen L. Burns (en)
- 2001 : Murphy's Gambit par Syne Mitchell (en)
- 2002 : Alien Taste par Wen Spencer (en)
- 2003 : Devlin's Luck par Patricia Bray (en)
- 2004 : La Voie du loup (Way of the Wolf) par E. E. Knight
- 2005 : Ghosts in the Snow par Tamara Siler Jones (en)
- 2006 : Le Poison écarlate (Poison Study) par Maria V. Snyder (en)
- 2007 : Les Dragons de Sa Majesté (His Majesty's Dragon) par Naomi Novik
- 2008 : One Jump Ahead par Mark L. Van Name (en)
- 2009 : Singularity's Ring par Paul Melko
- 2010 : La Fille automate (The Windup Girl) par Paolo Bacigalupi
- 2011 : State of Decay par James Knapp
- 2012 : Germline par T. C. McCarthy (en)
- 2013 : Control Point par Myke Cole (en)
- 2014 : Fire with Fire par Charles E. Gannon (en)
- 2015 : Salvage par Alexandra Duncan
- 2016 : Updraft par Fran Wilde (en)
- 2017 : Trop semblable à l'éclair (Too Like the Lightning) par Ada Palmer
- 2018 : The Prey of Gods par Nicky Drayden
- 2019 : La Guerre du pavot (The Poppy War) par R. F. Kuang
- 2020 : Un souvenir nommé empire (A Memory Called Empire) par Arkady Martine
- 2021 : The Space Between Worlds par Micaiah Johnson
- 2022 : Maître des djinns (A Master of Djinn) par P. Djèlí Clark
- 2023 : The Ballad of Perilous Graves par Alex Jennings
- 2024 : The Splinter in the Sky par Kemi Ashing-Giwa
- 2025 :  The Wings Upon Her Back par Samantha Mills